# Điền Gia Thụy
Điền Gia Thụy (tiếng Trung: 田嘉瑞; sinh ngày 4 tháng 12 năm 1998) là một nam diễn viên người Trung Quốc đại lục. Tháng 1 năm 2023, ký hợp đồng với Văn hóa Tối Thế, từ đó gia nhập làng giải trí. Năm 2023, thông qua vai diễn Cung Viễn Chủy trong phim "Vân Chi Vũ" được biết đến nhiều hơn.. Tên fandom là Gia Trúc Đào (嘉竹桃).

## Tiểu sử
Ngày 4/12/1998, Điền Gia Thụy sinh ra ở thành phố Liêu Thành, tỉnh Sơn Đông, ở nơi ấy học tập và trưởng thành. Điền Gia Thụy từ nhỏ đã thích ca hát và biểu diễn, lúc học Tiểu học từng tham gia ban nhạc của trường, cũng từng học Guitar. Năm 2015, lúc học lớp 8 trường Trung học số 3 Liêu Thành, tham gia cuộc thi hùng biện học sinh Trung học tỉnh Sơn Đông và đạt giải nhất. Năm 2016, sau khi tốt nghiệp Trung học, được nhận vào Khoa Biểu diễn của Đại học Đông Hoa, thời gian ở trường từng đóng nhiều vở kịch nói, và tham diễn xuất kịch nói với Khai Tâm Ma Hoa.

## Kinh nghiệm diễn xuất
Tháng 1 năm 2023, ký hợp đồng với Công ty TNHH Phát triển Văn hóa Tối Thế Thượng Hải, trở thành nghệ sĩ dưới trướng công ty của đạo diễn Quách Kính Minh. Bắt đầu sự nghi "Vân chi vũ"hợp tác cùng Ngu Thư Hân và Trương Lăng Hách đóng máy vào 22/3/2023, đây là tác phẩm đầu tiên của anh. Trong phim anh vào vai Cung Viễn Chủy tam công tử Cung Môn, sở trường dùng độc và chế tạo ám khí, đồng thời Điền Gia Thụy cũng hát bài nhạc đệm cho phim "Ca giả".Bộ phim được công chiếu vào 2/9/2023 trên IQiyi và vai diễn Cùng Viễn Chủy nhận được nhiều yêu thích từ cộng đồng. Ngày 5 tháng 6, phim cổ trang "Vân tú hành" đóng cùng với Lý Nhất Đồng, Tăng Thuấn Hy, v.v. khai máy, trong phim đóng vai Sử bộ thị lang Lý Giáng Du, một thiên tài đỗ trạng nguyên khi mới 16 tuổi ,ban đầu Lý Giáng Du bất mãn trước tính cách ham chơi của Tử Lưu Huy do Tăng Thuấn Hy đóng chính nhưng sau này lại trở thành cánh tay đắc lực của vị vua trẻ. Phim đóng máy vào 1/10/2023 và vẫn đang chờ phát sóng. Đầu tháng 10 anh tham gia dự án phim cổ trang mới " Đại Mộng Quy Ly" hợp tác cùng Hầu Minh Hạo, Trần Đô Linh và Trình Tiêu trong phim anh vào vai Trác Dực Thần hậu duệ tộc Băng Di, Trác đại nhân của Tập Yêu Ty với tính cách chính chực, mạnh mẽ, dũng cảm,trọng tình trọng nghĩa. Phim đóng máy vào tháng 2/2024 và phát sóng vào 26/10/2024 trên kênh IQiyi. Ngày 21/8/2024, Điền Gia Thụy tham gia khai máy bộ phim dân quốc Nhiên Sương Vi Trú, anh thủ vai nam chính Lãnh Văn Sinh hợp tác cùng Vương Ngọc Văn vai Hoa Tiểu Mộng, phim đóng máy vào 26/11/2024

## Tác phẩm truyền hình

### Phim truyền hình/ Phim chiếu mạng
| Năm phát sóng | Tên phim                  | Vai diễn       | Ghi chú         |
| ------------- | ------------------------- | -------------- | --------------- |
| 2023          | 云之羽/ Vân Chi Vũ        | Cung Viễn Chủy | Phim chiếu mạng |
| 2024          | 云秀行/ Vân tú hành       | Lý Giáng Du    | Phim chiếu mạng |
| 2024          | 大梦归离/ Đại mộng quy ly | Trác Dực Thần  | Phim chiếu mạng |

## Tác phẩm âm nhạc
| Năm phát hành | Tên bài hát  | Viết lời      | Viết nhạc        | Ghi chú                               |
| ------------- | ------------ | ------------- | ---------------- | ------------------------------------- |
| 2023          | 歌者/ Ga giả | Cố Hiểu Thanh | Vương Trạch Bằng | Nhạc đệm phim chiếu mạng "Vân Chi Vũ" |

## Chương trình truyền hình
| Năm phát sóng | Tên chương trình                                     | Ghi chú                                                           |
| ------------- | ---------------------------------------------------- | ----------------------------------------------------------------- |
| 2023          | 阿乐的晚安电台/ Đài phát thanh chúc ngủ ngon của Lạc | Chương trình phát thanh, ngâm thơ "Trước cửa" (门前) của Cố Thành |
| 2023          | 你好, 星期六/ Xin chào thứ Bảy                       | Khách mời ngày 21/10/2023                                         |